# Donald Faison
Donald Adeosun Faison (New York, 22 juni 1974) is een Amerikaans acteur, komiek en stemacteur. Hij speelde onder meer Tracy in de televisieserie Felicity en Chris Turk in de serie Scrubs.

## Filmografie
- 1992 - Juice - Student
- 1995 - New Jersey Drive - Tiny Dime
- 1995 - Waiting to Exhale - Tarik Matthews
- 1995 - Clueless - Murray Lawrence Duvall
- 1997 - Academy Boyz - Glen Lewis
- 1998 - Butter - Khaleed
- 1998 - Can't Hardly Wait - Dan
- 1998-2002 - Felicity (serie) - Tracy
- 1999 - Trippin' - June Nelson
- 2000 - Remember the Titans - Petey Jones
- 2001-2009 - Scrubs (serie) - Christopher Turk
- 2001 - Double Whammy - Cletis
- 2001 - Josie and the Pussycats - D.J.
- 2002 - Big Fat Liar - Frank Jackson
- 2003 - Uptown Girls - Huey
- 2003 - Ravedactyl: Project Evolution - Gunner
- 2005 - King's Ransom - Andre
- 2006 - Something New - Nelson McQueen
- 2006 - Bachelor Party Vegas - Ash
- 2006 - Homie Spumoni - Renato/Leroy
- 2007 - Venus & Vegas - Stu
- 2009 - Next Day Air - Leo
- 2010 - Skyline - Terry
- 2012 - Pitch Perfect - Name unknown
- 2013 - Kick-Ass 2 - Dr. Gravity
- 2014 - Wish I Was Here - Anthony